# Valéry Mezague
Valery Mezague (Marsiglia, 8 dicembre 1983 – Tolone, 15 novembre 2014) è stato un calciatore camerunese, di ruolo attaccante.
Aveva un fratello minore, Teddy Mézague anch'egli calciatore.

## Carriera

### Club
Nato in Francia ma di origine camerunese, inizia la sua carriera all'US Camerounaise de Marseille, squadra della sua città natale composta da immigrati della sua terra. Si trasferisce poi all'FC Burel, altra compagine marsigliese, in cui milità dal 1993 al 1999, e qui viene scoperto dal Montpellier, Viene integrato nelle giovanili della squadra arancioblu, la quale sarà la sua prima squadra da professionista. Milita per La Paillade per tre anni riuscendo subito a mettersi in luce tanto da stregare la star Roger Milla che lo aveva convinto a vestire la maglia del Camerun e non quella transalpina.
Sembrava dovesse avviarsi ad un'egregia carriera ma nel 2003 è rimasto coinvolto in un incidente stradale grave in cui ha subito un trauma cranico rimanendo in coma per tre giorni. Questo incidente lo ha tenuto lontano dai campi da gioco per quattro mesi. Nonostante questo ha lottato per recuperare la sua forma e con le sue performance ha attirato l'attenzione di Harry Redknapp, che lo vuole con sé al Portsmouth Football Club in prestito per la stagione 2004-2005. Tuttavia non brilla e a fine stagione fa ritorno in Francia nel giugno 2005. Dopo l'ultima stagione nel Montpellier segue il suo ex manager Alain Perrin al Sochaux. I gialloblù saranno la sua ultima squadra in Ligue 1, ma le prestazioni non sono delle migliori e allora inizia un pellegrinaggio in varie società in Ligue 2, nell'ordine Le Havre, Châteauroux e Vannes.
Nel 2011 tenta la seconda avventura all'estero, in Grecia, al Panaitolikos, nella massima serie, ma disputa solo 3 presenze e alla fine della stagione rimane senza contratto. Nel 2013 torna in Inghilterra, al Bury, in terza divisione, ma anche qui non brilla per continuità e dopo un anno torna in Francia.
La sua ultima squadra è il Tolone, militante nel Championnat de France amateur 2, la quinta serie nella scala gerarchica del calcio francese, con cui disputa solo 3 partite.

### Nazionale
Nel marzo 2003, è stato selezionato sia per la Francia sia per il Camerun, ma sceglie di optare per i "Leoni Indomabili" e il 27 marzo 2003, esordisce entrando al posto di Salomon Olembé durante una partita amichevole contro il Madagascar.
Con i Leoni indomabili disputa un totale di 7 partite, tra le quali la sciagurata partita Camerun-Colombia della Confederations Cup 2003 (vinta 1-0 dagli africani), in cui ha sostituito Foé dopo il suo lutto improvviso in campo. In quel torneo il Camerun si inchina in finale solo col punteggio di un gol a zero, contro la Francia al golden gol.
Disputa anche la Coppa d'Africa 2004 in Tunisia, ma questa volta si ferma ai quarti di finale. Non giocherà più per la nazionale eccetto un'amichevole non ufficiale a fine 2007 contro la Selezione di calcio della Galizia.

## La morte
Il 16 novembre 2014 viene ritrovato morto all'età di 31 anni nella sua casa di Tolone a causa di un  arresto cardiaco.

## Statistiche

### Cronologia presenze e reti in nazionale
| Cronologia completa delle presenze e delle reti in nazionale ― Camerun | Cronologia completa delle presenze e delle reti in nazionale ― Camerun | Cronologia completa delle presenze e delle reti in nazionale ― Camerun | Cronologia completa delle presenze e delle reti in nazionale ― Camerun | Cronologia completa delle presenze e delle reti in nazionale ― Camerun | Cronologia completa delle presenze e delle reti in nazionale ― Camerun | Cronologia completa delle presenze e delle reti in nazionale ― Camerun | Cronologia completa delle presenze e delle reti in nazionale ― Camerun |
| Data                                                                   | Città                                                                  | In casa                                                                | Risultato                                                              | Ospiti                                                                 | Competizione                                                           | Reti                                                                   | Note                                                                   |
| ---------------------------------------------------------------------- | ---------------------------------------------------------------------- | ---------------------------------------------------------------------- | ---------------------------------------------------------------------- | ---------------------------------------------------------------------- | ---------------------------------------------------------------------- | ---------------------------------------------------------------------- | ---------------------------------------------------------------------- |
| 27-3-2003                                                              | Radès                                                                  | Camerun                                                                | 2 – 0                                                                  | Madagascar                                                             | Amichevole                                                             | -                                                                      | Ingresso                                                               |
| 21-6-2003                                                              | Saint-Denis                                                            | Camerun                                                                | 1 – 0                                                                  | Turchia                                                                | Conf. Cup 2003 - 1º turno                                              | -                                                                      | 78’ 80’                                                                |
| 23-6-2003                                                              | Saint-Denis                                                            | Camerun                                                                | 0 – 0                                                                  | Stati Uniti                                                            | Conf. Cup 2003 - 1º turno                                              | -                                                                      | 75’                                                                    |
| 26-6-2003                                                              | Lione                                                                  | Colombia                                                               | 0 – 1                                                                  | Camerun                                                                | Conf. Cup 2003 - Semifinale                                            | -                                                                      | 75’                                                                    |
| 29-6-2003                                                              | Saint-Denis                                                            | Camerun                                                                | 0 – 1 dts                                                              | Francia                                                                | Conf. Cup 2003 - Finale                                                | -                                                                      | 90+1’                                                                  |
| 29-1-2004                                                              | Sfax                                                                   | Zimbabwe                                                               | 3 – 5                                                                  | Camerun                                                                | Coppa d'Africa 2004 - 1º turno                                         | -                                                                      | 76’                                                                    |
| 28-4-2004                                                              | Sofia                                                                  | Bulgaria                                                               | 3 – 0                                                                  | Camerun                                                                | Amichevole                                                             | -                                                                      |                                                                        |
| Totale                                                                 |                                                                        | Presenze                                                               | 7                                                                      |                                                                        | Reti                                                                   | 0                                                                      |                                                                        |